# I WiSH
I WiSH是日本的音樂團體。所屬唱片公司為日本索尼音樂。2002年结成，2005年解散。

## 成員
- ai（即歌手川嶋愛、本名：川島愛、擔任主唱・鋼琴、福岡縣福岡市出身、1986年2月21日 - ）
- nao（擔任電子琴、本名：菅原直洋（日语：nao (作曲家)）、東京都北區出身、1980年12月13日 - ）
- 團名的由來之一為取川嶋的名字「愛」改成字母“I”及兩人本名的羅馬拼音中相同的字母“WiSH”所合成的（kawashimaai sugawaranaohiro → awshi → wish）。

## 略歴
- 向外是宣稱nao（日语：nao (作曲家)）走在澀谷路上時於街角碰到用錄音機放背景音樂、拿著一隻麥克風在唱歌的ai，與其搭話促成了結為團體的契機（實際上是事務所為了幫川嶋打名氣，短期間限定的戰略性團體：根據分配到各唱片行的索尼音樂廣告資料，有記載以下內容「不能夠讓優秀的才能遭到埋沒　～中略～　為了川嶋而結成期間限定的單人樂團」）。之後將製作的樣本卡帶送到各唱片公司，和索尼音樂定下契約，決定出道。
- 2002年10月起1年間、出道單曲『迎向未來』成為了富士電視台的綜藝節目「戀愛巴士」的主題曲（也被使用在日本放送「因為有你、矢口真里」的片尾曲）。這個節目的歷代主題曲為柚子、GLAY、小事樂團、SPITZ等等有人氣和實際成積的歌手在擔當，因此成了對新人歌手的大提拔的特例。由此為契機，他們的歌曲在卡拉OK點唱排行榜名列前矛，人氣上升，『迎向未來』創下了90萬銷售量的記錄。
- 川嶋為了專注於個人的活動，在2005年3月24日發表了專輯唱片『WISH』之後團體解散。2006年2月8日發表精選輯「BEST WiSHES」。
- 於2008年2月21日，在川嶋愛的生日演唱會『Ai Kawashima Anniversary Live ～誕生日だからお祝いしNight!～』中以特別來賓的型式，舉行一夜限定的復活演唱會。除了「戀愛3部作」之外，公開了專輯收錄曲、之前發表的「LOVE SONGS 4 YOU」之中收錄的「稱為永遠的這一瞬間」等等。

## 音樂唱片

### 單曲
最初的三個作品是以「戀愛3部作」為題製作的。其後於2008年2月14日出售的單曲『LOVE SONGS 4 YOU』中，發表了「戀愛第4部作」的「稱為永遠的這一瞬間」。
|     | 發表日期      | 標題             | 規格              | 販賣生產號碼                        |
| 1st | 2003年2月14日 | 迎向未來         | 12cmCD            | SECL-282                            |
| 2nd | 2003年8月27日 | 星星相印         | 12cmCD            | SECL-289                            |
| 3rd | 2004年5月19日 | 約定的那一天     | 12cmCD+DVD 12cmCD | SECL-75/76(初回生産限定盤) SECL-319 |
| 4th | 2004年8月18日 | 你和我           | 12cmCD            | SECL-326                            |
| 5th | 2005年2月9日  | Precious days    | 12cmCD            | SECL-143                            |
| 6th | 2008年2月14日 | LOVE SONGS 4 YOU | 12cmCD            | SECL-593                            |

### 專輯
|     | 發表日期      | 標題           | 規格   | 販賣生產號碼 |
| 1st | 2003年10月1日 | 我的未成年日記 | 12cmCD | SECL-30      |
| 2nd | 2005年3月24日 | WISH           | 12cmCD | SECL-156     |

### 精選輯
| 發表日期      | 標題                              | 規格              | 販賣生產號碼                          |
| ------------- | --------------------------------- | ----------------- | ------------------------------------- |
| 2006年2月8日  | BEST WiSHES                       | 12cmCD+DVD 12cmCD | SECL-343/344(初回生産限定盤) SECL-345 |
| 2008年2月14日 | The Complete Collection of I WiSH | 12cmCD            | SECL-590/2                            |

### 参加作品
- 山口百恵トリビュート Thank You For…part2 （2005年5月25日發售）
  - track2:以「いい日旅立ち -Tribute Version-」一作參加。本首歌的通常版本收錄於第二張專輯。

## 外部連結
- 日本索尼音樂娛樂 I WiSH官方網頁（页面存档备份，存于）（日語）